# Ammothea minor
Ammothea minor is een zeespin uit de familie Ammotheidae. De soort behoort tot het geslacht Ammothea. Ammothea minor werd in 1907 voor het eerst wetenschappelijk beschreven door Hodgson. 